# Adam Idziński
Adam Idziński (ur. 1912, zm. 1985) – polski artysta fotograf. Członek rzeczywisty i członek Zarządu Okręgu Łódzkiego Związku Polskich Artystów Fotografików. Członek rzeczywisty i członek Zarządu Łódzkiego Towarzystwa Fotograficznego.

## Życiorys
Adam Idziński ukończył Wyższą Szkołę Handlową w Poznaniu. Związany z łódzkim środowiskiem fotograficznym – od 1939 roku mieszkał, pracował, tworzył w Łodzi. Od 1958 roku zawodowo zajmował się wyłącznie fotografią artystyczną. Miejsce szczególne w jego twórczości zajmowała fotografia architektury, fotografia krajobrazowa, fotografia portretowa – od lat 70. XX wieku zajmował się również fotografią reklamową oraz użytkową. 
Adam Idziński uczestniczył w wielu wystawach fotograficznych (m.in. w Ogólnopolskiej Wystawie Fotografiki Użytkowej w Zachęcie Narodowej Galerii Sztuki, w 1966 roku), jego fotografie były publikowane w wielu wydawnictwach katalogowych, książkowych oraz albumowych (m.in. w almanachu Polska w fotografii artystycznej – Wydawnictwa Artystyczne i Filmowe, 1974). 
W 1955 roku został przyjęty w poczet członków rzeczywistych Związku Polskich Artystów Fotografików, w którym od 1973 roku do 1981 pełnił funkcję prezesa Zarządu Okręgu Łódzkiego ZPAF. Był członkiem rzeczywistym Łódzkiego Towarzystwa Fotograficznego, w którym przez wiele lat sprawował funkcję wiceprezesa Zarządu do spraw artystycznych.

## Odznaczenia
- Złoty Krzyż Zasługi
- Złota Odznaka Honorowa Federacji Amatorskich Stowarzyszeń Fotograficznych w Polsce

Źródło